# Gay Township (Iowa)
Gay Township est un township du comté de Taylor en Iowa, aux États-Unis,.
Il est fondé en 1869.

## Source de la traduction
- (en) Cet article est partiellement ou en totalité issu de l’article de Wikipédia en anglais intitulé « Gay Township, Taylor County, Iowa » (voir la liste des auteurs).